# Würenlos
Würenlos est une commune suisse du canton d'Argovie, située dans le district de Baden.

Photo aérienne (1962).